# Cidnopus pilosus
Cidnopus pilosus is een keversoort uit de familie kniptorren (Elateridae). Deze kevers bewonen voornamelijk heidevelden, open bossen, weiden, hagenrijen en de lagere vegetatie, met een voorkeur voor zonnige omgevingen.

## Kenmerken
De volwassenen groeien tot 8 tot 13 mm lang. Het pronotum is sterk, strak doorboord en iets breder dan lang. Elytra hebben verschillende puntenstrepen. Het 3e antennesegment is aanzienlijk langer dan het 2e, bijna net zo lang als het 4e. De eerste elementen kunnen in een groef aan de binnenrand van de prothorax worden gestoken. De basiskleur is metallic zwart, met bronzen glans. De bovenzijde van het lichaam is bedekt met grijze haren.

## Levenswijze
Volwassenen kunnen meestal worden aangetroffen van april tot juli. De larven voeden zich voornamelijk met wortels van Poaceae-soorten. De belangrijkste waardplanten zijn Rosaceae, Poaceae en Apiaceae soorten, zoals Crataegus en Heracleum soorten, etc.

## Verspreiding
Deze soort is aanwezig in het grootste deel van Europa, in het oostelijke Palearctische rijk en in het Nabije Oosten. Het ontbreekt op de Britse eilanden.

## Taxonomie
De wetenschappelijke naam van de soort is voor het eerst geldig gepubliceerd in 1785 door Leske.